# Estatua de Fray Benito Feijoo
La estatua de Fray Benito Feijoo, ubicada en la plaza de Feijoo, en la ciudad española de Oviedo, es una de las más de un centenar que adornan las calles de la mencionada ciudad española.

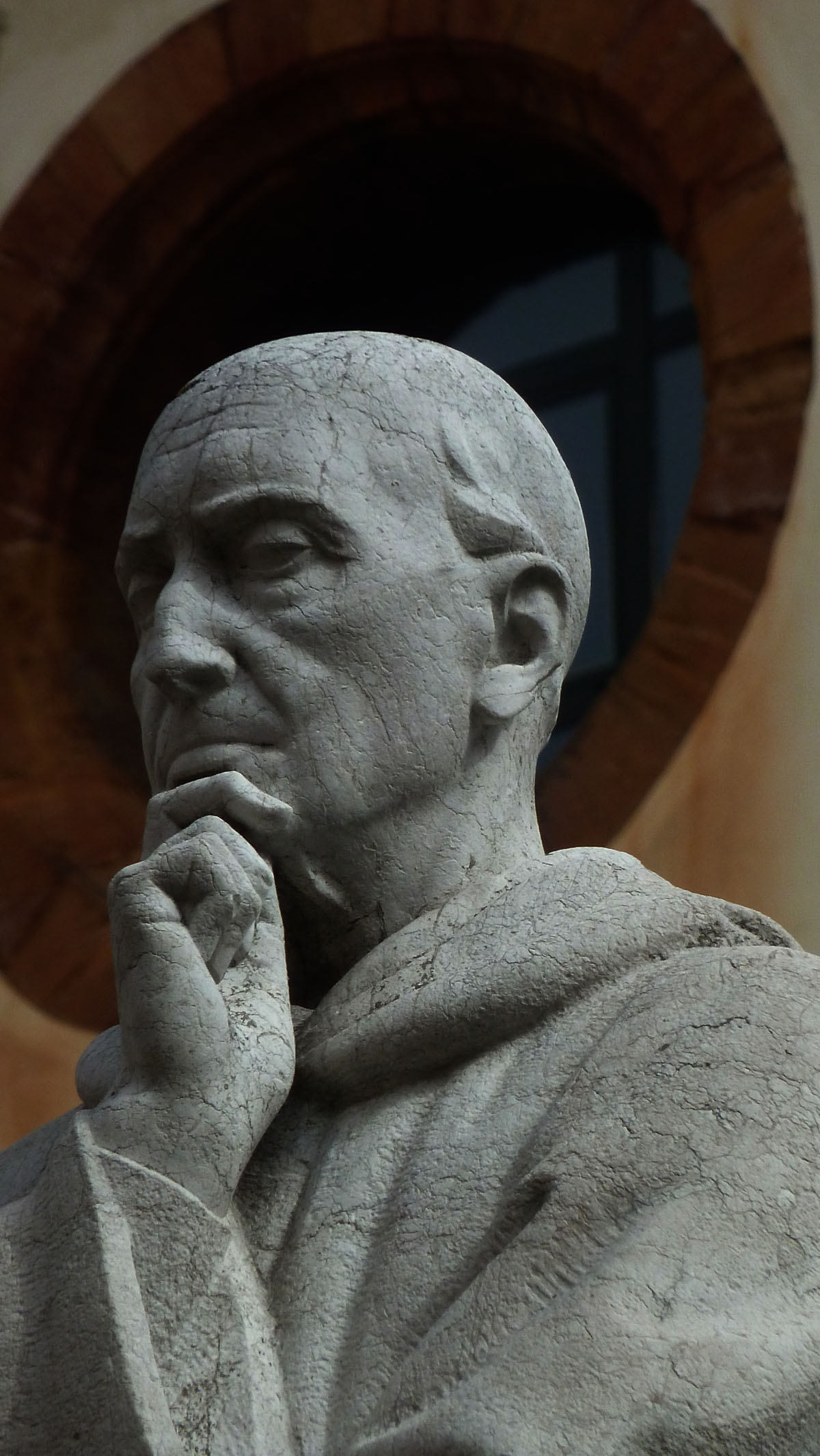
Detalle de la estatua

El paisaje urbano de esta ciudad se ve adornado por obras escultóricas, generalmente monumentos conmemorativos dedicados a personajes de especial relevancia en un primer momento, y más puramente artísticas desde finales del siglo XX.
La escultura, hecha en piedra, es obra de Gerardo Zaragoza, y está datada en 1953. La obra se encuentra ubicada justo de manera que está mirando la fachada que tiene las ventanas de la celda donde residió Benito Jerónimo Feijoo desde 1709 hasta su muerte, este monje benedictino, que fue catedrático de Teología en la Universidad de Oviedo de 1710 a 1739, en el entonces  convento  de San Vicente y que todavía se conserva con bastante fidelidad en el caserón, que ahora hace las veces  de Museo Arqueológico Provincial de Oviedo.